# 久洛伊·若尔特
久洛伊·若尔特（匈牙利語：Gyulay Zsolt，1964年9月12日—），匈牙利男子皮划艇运动员。他曾代表匈牙利参加1988年、1992年和1996年夏季奥林匹克运动会皮划艇比赛，共获得二枚金牌和二枚银牌。